# Federico Borromeo

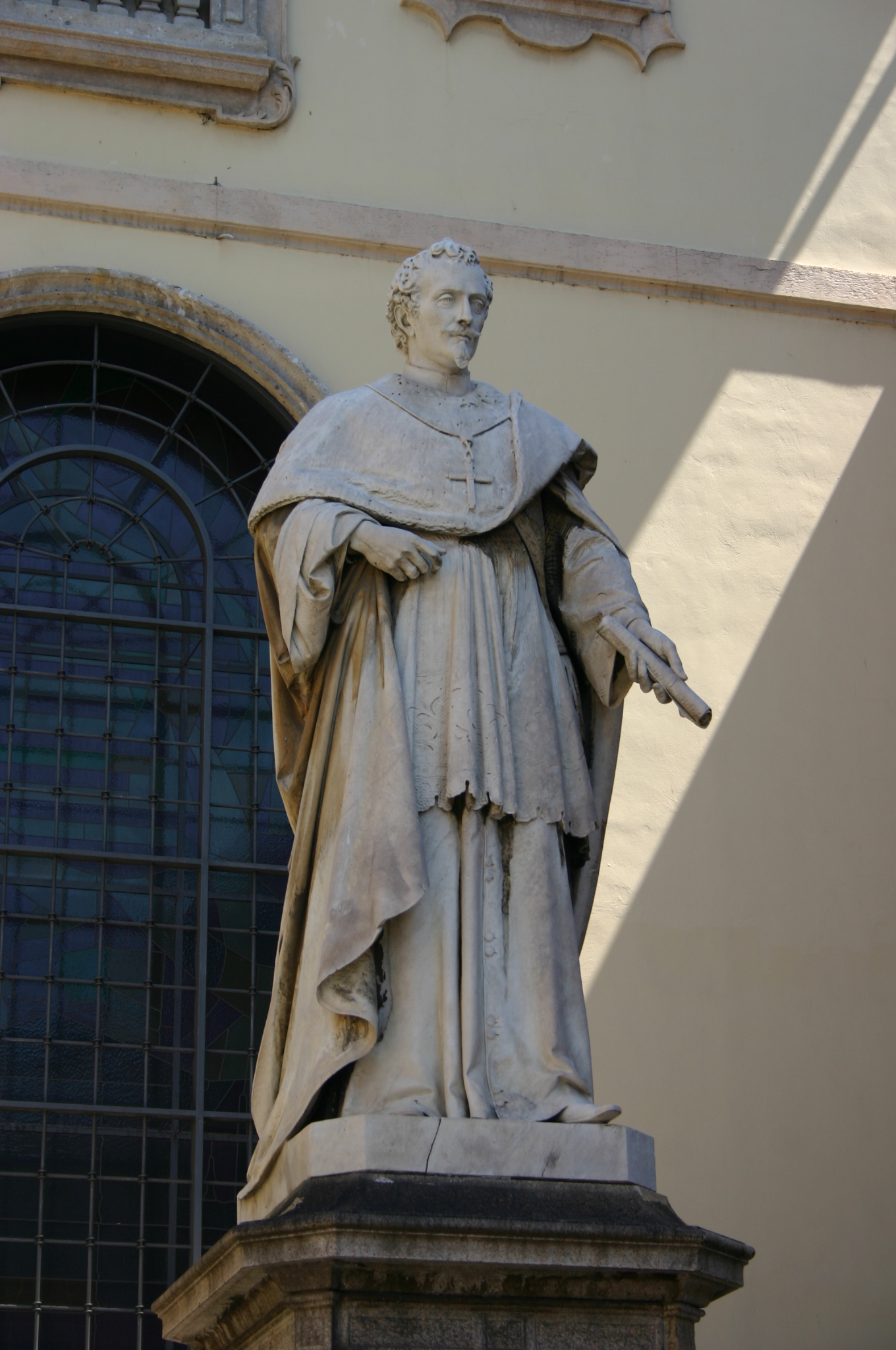
Federico Borromeos staty i Milano.

Federico Borromeo, född 18 augusti, eller 16 augusti 1564 i Milano, död 22 september 1631 i Milano, var en italiensk kardinal och bibliotekarie. Borromeo grundade 1602 Ambrosianska biblioteket i Milano.

## Biografi
Endast lite är känd om Borromeos uppväxt. Han var son till Giulio Cesare Borromeo och Margherita Trivulzio och kusin till Carlo Borromeo. Han påbörjade sin utbildning i Bologna och Padua. Därefter fortsatte han 1586 sina studier i Rom där han blev influerad av Filippo Neri, Cesare Baronius och Roberto Bellarmino. År 1580 inledde han sina studier i ecklesiologi.
Den 18 december 1587 utnämndes Borromeo till kardinal av påven Sixtus V och den 14 april 1595 utnämndes han till ärkebiskop av Milano av påven Clemens VII.
Under denna tid inleddes hans intresse för litteratur och han började engagera sig i kyrkans litteratursamlingar. År 1602 grundade Borromeo Ambrosianska biblioteket. Efter den italienske samlaren Gian Vincenzo Pinellis död 1601 köpte han år 1608 delar av dennes samling om totalt cirka 8 500 böcker till biblioteket. I dessa samlingar ingick bland annat verket Ilias Picta, idag ett av tre bevarade illustrerade verk i världen från antiken. Den 8 december 1609 invigdes det nya biblioteket med cirka 2 500 volymer för allmänheten.
Borromeo var mycket engagerad för folket och under den stora svälten i Milano vintern 1627 till 1628 skänkte han dagligen mat till över 2 000 personer.
Borromeo dog 1631 och begravdes i Milanos katedral. 1685 restes utanför biblioteket en staty över Borromeo, som stadens befolkning hade bekostat.